# روث نگا

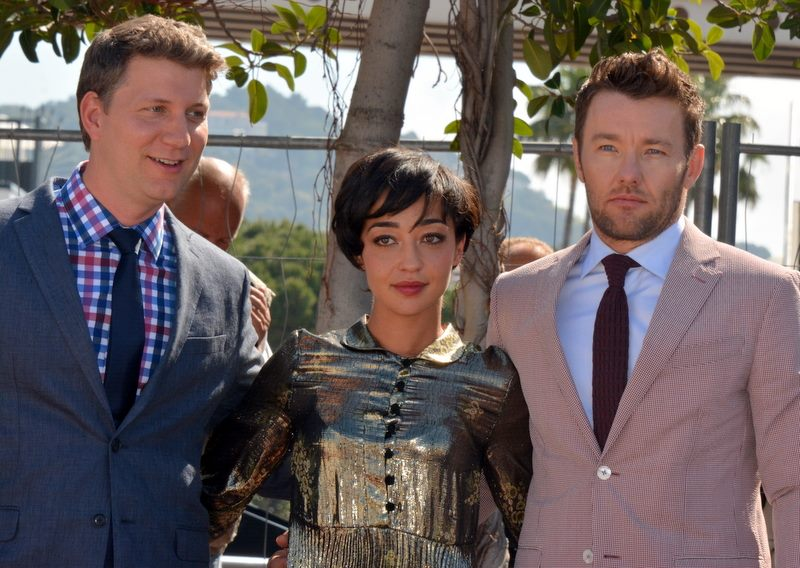

روث نگا (به انگلیسی: Ruth Negga) (زاده ۷ ژانویه ۱۹۸۲) بازیگر اتیوپیایی-ایرلندی است. از مادری ایرلندی و پدری اتیوپیایی زاده شد. پدر او در هنگامی که وی تنها ۷ سال سن داشت بر اثر تصادف رانندگی درگذشت. وی از سال ۲۰۰۶ در لندن زندگی می‌کند. وی اخیراً در سریال واعظ (به انگلیسی: Preacher) ایفای نقش کرده و عمده شهرت او بخاطر بازی در نقش تولیپ است.

## بخشی از فیلمشناسی
از فیلم‌ها یا برنامه‌های تلویزیونی که وی در آن نقش داشته‌است می‌توان به آثار زیر اشاره کرد.
- صبحانه در پلوتون (۲۰۰۵)
- جنگ جهانی زد در نقش پزشک سازمان بهداشت جهانی (۲۰۱۳)
- ۱۲ سال بردگی (۲۰۱۳)
- جیمی (۲۰۱۳)
- نوبل (۲۰۱۴)
- لاوینگ (۲۰۱۶)
- وارکرفت (۲۰۱۶)
- به‌سوی ستارگان (۲۰۱۹)
- گذر (۲۰۲۱)